# Хромосфера
Хромосфера је други од три слојева Сунчеве атмосфере. Њена дебљина износи 2000-3000 километара. Хромосфера је готово провидна и обично се не види због јаке светлости коју емитује фотосфера. Током потпуног помрачења Сунца, хромосфера се може видети као црвени или пурпурни обод око Сунца.
Назив хромосфера у директном преводу са грчког значи обојена сфера. Хромосферу је њеним данашњим именом назвао енглески астроном сер Јозеф Норман Локјер 1868. године због њеног црвеног прстена који се види током помрачења.

## Физичке особине
Читаво Сунце је састављено од плазме, односно међусобно интерагујућег ужареног гаса. Самим тим, за њега се не може рећи да има неку "површину" која га окружује, односно нема тачно дефинисан ни облик, ни површину. Уместо тога, крећући се према језгру Сунца, гас постаје све гушћи и гушћи. Фотосфера се налази на оној дубини на којој се не види дубље у језгро. Управо се на њену величину мисли када се говори о величини Сунца. Такође, из фотосфере долази већина светлости коју ми, посматрајући са Земље, дефинишемо као Сунчева светлост. 
Како је хромосфера удаљенија од језгра и од фотосфере, гас од кога је састављена је ређи. Кроз такав гас лако пролази светлост емитована на фотосфери, готово без преламања, што је и разлог зашто до Земљине површине допире само светлост са фотосфере. Поред јаког зрачења фотосфере, преслаба је чак и видљива светлост коју производе гасови у хромосфери и хромосфера се може видети као црвени обод око Сунца једино током потпуног помрачења Сунца, када са наше тачке гледишта Месец потпуно прекрива фотосферу.
Хромосфера се на два дела: виши и нижи. Нижи део се простире од 500 до 4.000 километара, а виши од 4.000 до 10.000 километара над фотосфером и састављен је од водоника, калцијума и хелијума.
На монохроматским снимцима се види да хромосфера има структуру мреже са флокулама, тј. зрнима у облику влакана која су већих димензија од гранула у фотосфери. Могу се уочити и хромосферске факуле, крупне сјајне површине. Пошто се факуле у хромосфери налазе тачно изнад пега у фотосфери, потврђено је да су факуле и пеге два различита облика истих активних области на различитим висинама.
Карактеристична је по томе што избацује млазове плазме које достижу и до 10.000 км. Неправилног је облика, знатно је ређа (ред величине 1016 честица по кубном метру) и динамичнија од фотосфере, а њена густина опада на већим висинама на којима температура слоја расте. Пораст температуре се креће од око 4.000 К на доњој граници до 104 - 106 К близу горње границе. Промене густине и температуре су највише изражене на највишим деловима хромосфере, у прелазном подручју између хромосфере и короне. Због своје велике динамичке нестабилности одређене Сунчевим магнетним пољем, а окарактерисаном вертикалним кретањем плазме, стандардни статички модели хромосфере све више губе смисао.
Температура у фотосфери може имати вредности од 6,000°К до 20,000°K.

## Спектар хромосфере
Хромосфера има скоро дискрециони емисиони спектар. Има велики број емисионих линија, а у видљивом спектру су најзначајније K и H линије једног јонизованог калцијума (CaII К, 393,4 nm и CaII, 396,8 nm) у љубичастој боји и Х-алфа линија неутралног водоника у црвеној боји.

## Облици Сунчеве активности у хромосфери
Хромосфера је део Сунчеве атмосфере у којој извире гас, те је то основни облик Сунчеве активности. У хромосфери се јављају две врсте Сунчеве активности:
- Протуберанце
- Ерупције или флерови
- Сунчеве бакље

### Протуберанце
Протуберанце су млазеви хромосферске плазме у корони. Изгледају као пламенови гаса у Сунчевој атмосфери видљиви изван обода Сунчевог диска. На Сунчевом диску изгледају као тамни филаменти на сјајнијој површини Сунца.
Протуберанце или проминенција имају значајно мању температуру и око 100 пута већу густину од околног гаса у корони. Без обзира на то, њихова густина није довољна за емитовање континуалног спектра. Видљиво зрачење из протуберанци састоји се углавном од емисионих линија водоника и јонизованог калцијума и, изузев током потпуних помрачења Сунца, протуберанце се посматрају у монохроматској светлости. Могу се уздићи до висине и до 150.000 km изнад фотосфере, пролазећи и кроз читаву хромосферу и кроз корону. Протуберанце су гушће од околне материје и достижу температуру око 20.000 К.
Постоје две врсте протуберанци, мирне и активне. Мирне протуберанце трају више недеља или чак месеци са релативно мало промена на њима, док активне протуберанце се мењају интензивно током времена и значајно су краћег века.

### Ерупције
Ерупције или флерови су изненадни краткотрајни блескови у хромосфери који се појављују изнад Сунчевих пега. и имају малу површину. Могу се посматрати у монохроматској светлости, а ретко у белој. Иако су откривене 1882. да би се потпуно разумеле, било је потребно измерити зрачење и у УВ, X и γ спектру.
Енергија за ерупцију потиче од непотенцијалног магнетног поља и због анихилације магнетног поља, долази до експлозивног ослобађања енергије. Ерупција почиње нагло, достиже максимум за неколико минута, а њено трајање је око једног сата. Последице ерупције се огледају у измењеној структури магнетног поља.
Процеси који се одвијају током ерупција су сложени. Геоматерија магнетног поља интерагује са плазмом, те се наелектрисане честице убрзавају до релативистичких брзина. Њиховим кочењем долази до појављивања нетермалног зрачења, а јављају се и ударни таласи.

### Сунчеве бакље
Сунчеве бакље су млазови гаса који унутар хромосфере брзо подижу и падају назад. Време трајања једне сунчеве бакље је око 10 минута.
То су силовите експлозије у сунчевој атмосфери са енергијом, која је еквивалентна милијардама мегатона ТНТ. Експлозија путује брзином око милион километара на час, а понекад и брже. Сунчеве бакље имају утицај на електромагнетни пренос у многим телекомуникационим уређајима на Земљи. Соларне бакље се дешавају у сучевој корони и хромосфери. Плазма се загријава на десетке милиона степени келвина и убрзавају се електрони, протони и тежи јони до брзина блиских брзини светлости.